# キリーロ・ブダノフ
キリーロ・オレクシヨヴィッチ・ブダノフ（ウクライナ語: Кирило Олексійович Буданов）は、ウクライナの軍人。2020年8月5日からウクライナ国防省情報総局長を務めている。ウクライナ英雄。

## 経歴
2007年にオデッサ陸軍士官学校を卒業後、ウクライナ国防省情報総局特務部隊に配属された。
2014年からはウクライナ紛争に従軍して数回負傷、2018年から2020年にかけては特殊任務に従事していたが、その詳細は機密扱いとなっている。
2020年、ウクライナ対外情報庁副長官に就任。
2020年8月5日、国防省情報総局長に就任、2022年のロシアによるウクライナ侵攻では9月にロシアとの捕虜交換交渉に参加し、アゾフ連隊の指揮官を含む215名の解放に導いた。
2023年に入り国防省で食料契約をめぐる汚職疑惑が発覚し、与党幹部が2月5日にオレクシー・レズニコウが国防大臣を更迭される見通しであると発言。ブダノフが後任の大臣に就くとされた。しかし翌6日に発言は撤回され、7日にはウォロディミル・ゼレンスキー大統領が噂や偽情報の流布をやめるよう苦言を呈する形で一切の人事を否定した。
2023年5月29日に情報総局で会議中にロシア軍によるミサイル攻撃を受けて重症を負い、瓦礫の中から救出されヘリコプターでポーランドのジェシュフ軍事基地に運ばれ、ドイツのベルリンに移送され病院に収容されたことをRIAノーボスチがロシア治安当局者の話として報じた。6月15日にはチャンネル1が攻撃を受けて外部が損傷した情報総局本部とされる写真を放映したが、しかし入院したとされる病院はブダノフの入院を否定するなど真偽は不明である。9月7日には中将への昇進が発表された。

## 不祥事
2021年12月、Bihus.Infoとslidestvo.infoは、数十億フリヴニャ相当の資金洗浄機関を主導すると見られているヴェーチスラウ・ストレフコフスキーの所有物件に、ブダノフとオレクサンドル・ゴギラシヴィリ内務副大臣が居住していると報じた。

## 栄典
- ウクライナ英雄 - 2024年2月11日[4]
- 軍事功労十字章（ウクライナ語版） - 2022年8月23日[13]
- 1等勇敢勲章
- 2等勇敢勲章
- 3等勇敢勲章
- 祖国の擁護者メダル（ウクライナ語版）
- 軍事的勇気勲章（ウクライナ語版）
- 名誉勲章（ウクライナ語版）
- 2等個人功績メダル（ウクライナ語版）
- 武勲記念章（ウクライナ語版）